# Abadia de L'Épau
47° 59' 28" N 0° 14' 32" O
Abadia de L'Épau (em francês:  Abbaye de l'Épau) é uma antiga abadia cisterciense fundada pela rainha inglesa Berengária de Navarra em 1229. Situa-se na periferia da cidade de Le Mans, na margem esquerda do Huisne, junto à cidade de Yvré-l'Évêque. A abadia foi suprimida na Revolução Francesa. Os edifícios sobreviventes quase foram destruídos em várias ocasiões, mas sua conservação foi enfim assegurada em 1958 pelo Conselho Geral do departamento de Sarthe.